# Mathieu Janssen
Mathieu Janssen (Elsloo (Limburg), 5 maart 1907 – aldaar, 20 juni 1993) was een Nederlands dirigent, muziekpedagoog, organist en tubaïst. Hij was een zoon van de dirigent, organist en landbouwer Hendrik Peter Mathijs (Harie) Janssen en zijn echtgenote Elisabeth Driessen.

## Levensloop
Janssen kreeg als vroeg muzieklessen van zijn vader. Op achtjarige leeftijd bespeelde hij de tuba. De toenmalige dirigent van de Fanfare "De Maasgalm", Elsloo de heer Benoît Franssen adviseerde zijn ouders hem verder te laten gaan in de muziek. Hij kreeg pianolessen van Benoît Franssen en op vijftienjarige leeftijd kwam hij op de Maastrichtse muziekschool. Daar was zijn leraar A. Crolla. Zijn mentor Benoît Franssen leerde hem orgel en harmonie en bij de heer Bovy leerde hij muziekgeschiedenis. In 1926 behaalde hij het einddiploma van het Maastrichts Muzieklyceum.
Hij studeerde aan het Koninklijk Conservatorium Luik onder andere piano bij Louis Closson, solfège bij Lucien Mawet en kamermuziek bij Jules Robert. Als gediplomeerd muziekleraar bleef hij tot 1935 zelfstandig werken. In 1935 werd hij leraar aan de Muziekschool Geleen.
In 1929 werd hij benoemd tot dirigent van de Société St. Martin Fanfare de Stein. In deze functie bleef hij tot 1968 en bereikte met dit orkest de superieure afdeling van de Federatie van Katholieke Muziekbonden in Nederland in 1951. Hij werd ere-dirigent van deze fanfare.
Later volgden de Fanfare "De Maasgalm", Elsloo, waar hij van 1931 tot 1968 dirigent was. Hij bracht de fanfare door de 1e prijs met lof der jury in het concours te Echt in 1937 van de ere naar de superieure afdeling. Onder zijn leiding wist de Fanfare "De Maasgalm" 4 wimpels, landstitels van de Federatie van Katholieke Muziekbonden in Nederland, in de wacht te slepen.
Hij was van 1933 tot 1968 dirigent van de Fanfare "St. Martinus", Urmond. Ook met deze fanfare behaalde hij grote successen. Van 1933 tot 1945 was hij dirigent van het toenmalige Fanfareorkest "St. Caecilia", Geulle, dat later tot harmonieorkest evolueerde. Hij was ook dirigent van de Koninklijke Harmonie "St. Caecilia" Echt en won met dit orkest in 1936 op het concours te Roosendaal een eerste prijs.